# BRS Lorena
BRS Lorena é uma casta de uvas criada pela Embrapa Uva e Vinho em 2001, a partir do cruzamento de malvasia bianca e seyval. Como característica herdada desta última, apresenta alta resistência a doenças fúngicas. É adaptada às condições ambientais da Região Sul do Brasil, podendo ainda ser cultivada nas regiões nordeste e centro-oeste do país.

## Descrição do vinho
O vinho obtido desta casta de uva apresenta coloração límpida, amarelo-palha e aroma delicado e intenso.